# Federico Bahamontes
Federico Bahamontes (Santo Domingo-Caudilla, 9 de julho de 1928 – 8 de agosto de 2023) foi um ciclista espanhol. Recebeu o apelido de El águila de Toledo.
Foi o vencedor do Tour de France em 1959.

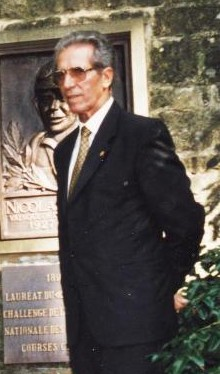
Federico Bahamontes